# Jultallrik

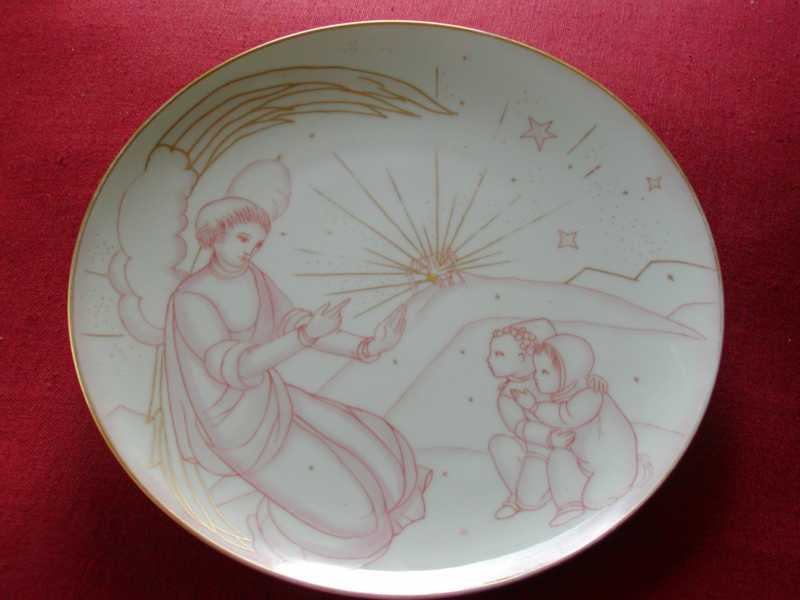
En jultallrik från Berlin.

En jultallrik är en tallrik med julmotiv främst avsedd för prydnad och som samlarobjekt.
Jultallrikarna började säljas 1895 av den danska porslinstillverkaren Bing & Grøndahl och då var tillverkningen riktad till de få välbärgade i samhället. 1904 tillverkades de första svenska jultallrikarna av Rörstrands Porslinsfabrik. Efter första världskriget slutades jultallrikarna att produceras, men började åter att produceras på 1950-talet.
I Sverige blev de populära i slutet av 1960-talet till 1980-talet då de marknadsfördes som en investering och som att de skulle öka i värde, vilket de inte gjorde.